# Houchang
Pour les articles homonymes, voir Houchang (homonymie).
Houchang, Hushang ou Hōshang (en persan : هوشنگ), en vieux persan Hōšang, est le deuxième Chah qui gouverna le monde selon le Livre des Rois de Ferdowsi. Houchang est basé sur la figure légendaire d'Haošyaŋha dans l'ancienne écriture zoroastrienne de l'Avesta. Il est décrit comme un roi juste et sage, qui a fait don du feu aux hommes.

## Étymologie
Houchang est aussi appelé Pichdad (en persan : پیشداد / Pišdâd), ou en forme vieillie Pēšdād, correspondant à l'avestique Paraδāta. Haošyaŋha est l'avestique issu du proto-iranien *Haušyahah, contenant le préfixe *Hau-, une forme dérivée de *Hu - « bien », peut-être de la racine šyah-, pouvant être interprétée comme « choix » ou « décider ». ُLe nom pourrait alors être interprété comme « le bon choix ».

## Haošyaŋha dans la littérature Zoroastrienne
Houchang provient d'un personnage de l'Avesta, Haošyaŋha, dont l'origine est incertaine. Il a peut-être été un démon défaisant le héros, ou peut avoir été un rival pour le titre du premier homme (ou premier roi) avec Gayōmart. Une trace qui peut rester de cette situation est le nom de la lignée des rois pichdadiens, d'après le nom de Houchang, Pichdad.

## Hushang dans le Shâh Nâmeh

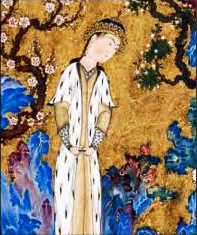
Peinture de Houchang dans le Livre des Rois de Ferdowsi.

Dans le poème épique du Livre des Rois de Ferdowsi, Houchang est le fils de Siamak et le petit-fils de Keyoumars. Il dirige l'armée contre le fils de l'Ahriman pour venger la mort de Siamak. Après la mort de Keyoumars, Houchang est devenu le roi du genre humain. Il est décrit comme un personnage sage et bon, sous le règne duquel le royaume prospère.
Au cours de son règne, de nombreuses découvertes ont été faites pour le confort de l'humanité. 
Houchang a découvert le fer et les principes de travail du fer ; les méthodes de l'agriculture et de l'irrigation ; il a appris à domestiquer certains animaux d'élevage et à utiliser des animaux de trait ; comment faire des vêtements à partir de la fourrure d'autres animaux ; et il a découvert comment faire du feu à partir d'un silex. Cette dernière découverte s'est produite lorsque Houchang a jeté un silex pour tuer un venimeux serpent noir. Manquant le serpent, le silex a frappé un autre silex pour produire d'ardentes étincelles. Houchang a appris à faire du feu de cette façon, et l'a enseigné à son peuple. En l'honneur de sa découverte, ils ont créé le festival de Sadeh. 
Après un règne de quarante ans, il a laissé sa couronne à son fils Tahmouras.

## Analyse
Houchang a été comparé à Djamchid, qui comme lui est décrit comme le premier roi de l'humanité.